# Birama Touré
Birama Touré (ur. 6 czerwca 1992 w Kayes) – piłkarz malijski grający na pozycji defensywnego pomocnika. Zawodnik saudyjskiego klubu Al-Riyadh SC.

## Kariera klubowa
Swoją karierę piłkarską Touré rozpoczął w klubie AS Beauvais Oise. W 2010 roku awansował do kadry pierwszego zespołu. 30 kwietnia 2011 zadebiutował w nim w trzeciej lidze francuskiej w zremisowanym 1:1 domowym meczu z Gap FC. W Beauvais spędził dwa sezony.
Latem 2012 roku Touré podpisał kontrakt z FC Nantes. Swój debiut w Ligue 2 zaliczył 4 sierpnia 2012 w zremisowanym 0:0 wyjazdowym meczu z Nîmes Olympique. W sezonie 2012/2013 wywalczył z Nantes awans z Ligue 2 do Ligue 1. W sezonie 2014/2015 był wypożyczony do Stade Brestois 29.
Latem 2016 Touré przeszedł do belgijskiego klubu Standard Liège. Zadebiutował w nim 19 sierpnia 2016 w zremisowanym 0:0 domowym meczu z Royalem Charleroi.
| Sezon   | Klub              | Kraj    | Rozgrywki | Mecze | Bramki | Rozgrywki Europy | Mecze | Bramki |
| ------- | ----------------- | ------- | --------- | ----- | ------ | ---------------- | ----- | ------ |
| 2010/11 | AS Beauvais Oise  | Francja | National  | 2     | 0      | -                | -     | -      |
| 2011/12 | AS Beauvais Oise  | Francja | National  | 16    | 0      | -                | -     | -      |
| 2012/13 | FC Nantes         | Francja | Ligue 2   | 26    | 1      | -                | -     | -      |
| 2013/14 | FC Nantes         | Francja | Ligue 1   | 31    | 0      | -                | -     | -      |
| 2014/15 | FC Nantes         | Francja | Ligue 1   | 1     | 0      | -                | -     | -      |
| 2014/15 | Stade Brestois 29 | Francja | Ligue 2   | 22    | 1      | -                | -     | -      |
| 2015/16 | FC Nantes         | Francja | Ligue 1   | 23    | 0      | -                | -     | -      |

Stan na: koniec sezonu 2015/2016

## Kariera reprezentacyjna
W reprezentacji Mali Touré zadebiutował 5 marca 2014 roku w zremisowanym 1:1 towarzyskim meczu z Senegalem, rozegranym w Dakarze.